# Kem (ciudad)
Kem (en ruso: Кемь, en finés: Vienan Kemi) es una ciudad histórica de la República de Carelia, en Rusia, centro administrativo del raión de Kem. Está situada en las orillas del mar Blanco, en la desembocadura del río Kem, a 350 km al norte de Petrozavodsk. Su población, en 2008, era de 13.504 habitantes.

## Historia

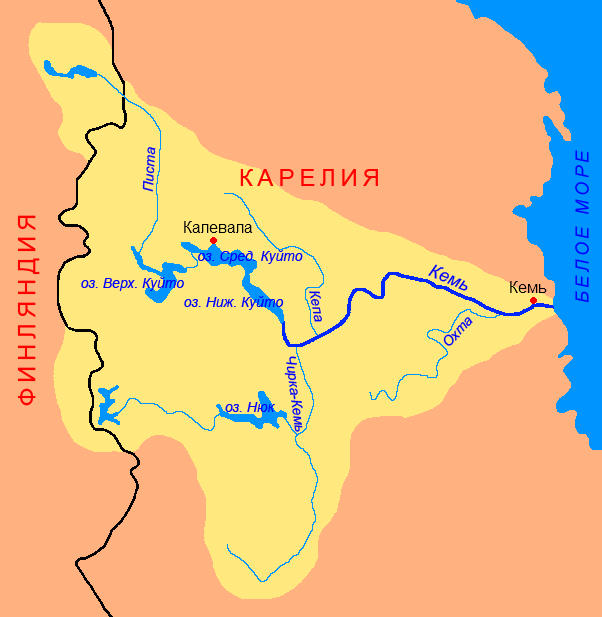
Mapa en ruso del río Kem en el que aparece junto a la desembocadura, Kem (Кемь)

La primera mención de Kem se remonta a 1450, siendo en ese momento un dominio de una notable posádnitsa (esposa de posádnik) de Nóvgorod, Marfa Borétskaya, que en ese año dona la ciudad al Monasterio de Solovetsky (situado en las islas del mismo nombre). En 1598 se construyó un ostrog sencillo, que serviría para defenderse de ataques de los suecos. En 1657 se construyó un fuerte de madera.
Kem fue utilizada como punto de partida para los barcos destinados a las Islas Solovetsky, que transportaban prisioneros políticos del Gulag de 1926 a 1939. Durante la Guerra fría, la ciudad albergó la base aérea de Poduyemie, un aeródromo clave para los aviones que cubrían Carelia.
Kem está situada sobre la línea de ferrocarril Petrozavodsk – Múrmansk.

## Administración
Es la capital del raión de Kem y una de sus cuatro entidades locales. El territorio de la ciudad incluye, además de la propia Kem, los posiólok de 14 km dorogi Kem-Kalevala, Vóchazh y 6 km dorogi Kem-Kalevala.

## Patrimonio
La remarcable catedral de madera de la ciudad, construida entre 1711 y 1717, es un bello ejemplo de tejado en pabellón, popular en la antigua arquitectura rusa. El iconostasio de la catedral está compuesto por iconos de Nóvgorod, característicos del siglo XVII.

## Demografía
| 1897  | 1907  | 1934   | 1959   | 1970   | 1979   | 1989   | 2002   | 2008   |
| ----- | ----- | ------ | ------ | ------ | ------ | ------ | ------ | ------ |
| 1 800 | 2 870 | 12 500 | 18 400 | 21 000 | 20 900 | 18 500 | 14 620 | 13 504 |

## Clima
| Parámetros climáticos promedio de Kem (1991-2020) | Parámetros climáticos promedio de Kem (1991-2020) | Parámetros climáticos promedio de Kem (1991-2020) | Parámetros climáticos promedio de Kem (1991-2020) | Parámetros climáticos promedio de Kem (1991-2020) | Parámetros climáticos promedio de Kem (1991-2020) | Parámetros climáticos promedio de Kem (1991-2020) | Parámetros climáticos promedio de Kem (1991-2020) | Parámetros climáticos promedio de Kem (1991-2020) | Parámetros climáticos promedio de Kem (1991-2020) | Parámetros climáticos promedio de Kem (1991-2020) | Parámetros climáticos promedio de Kem (1991-2020) | Parámetros climáticos promedio de Kem (1991-2020) | Parámetros climáticos promedio de Kem (1991-2020) |
| Mes                                               | Ene.                                              | Feb.                                              | Mar.                                              | Abr.                                              | May.                                              | Jun.                                              | Jul.                                              | Ago.                                              | Sep.                                              | Oct.                                              | Nov.                                              | Dic.                                              | Anual                                             |
| ------------------------------------------------- | ------------------------------------------------- | ------------------------------------------------- | ------------------------------------------------- | ------------------------------------------------- | ------------------------------------------------- | ------------------------------------------------- | ------------------------------------------------- | ------------------------------------------------- | ------------------------------------------------- | ------------------------------------------------- | ------------------------------------------------- | ------------------------------------------------- | ------------------------------------------------- |
| Temp. máx. abs. (°C)                              | 8.7                                               | 6.5                                               | 12.0                                              | 19.6                                              | 29.2                                              | 32.5                                              | 32.6                                              | 32.9                                              | 25.6                                              | 16.6                                              | 11.4                                              | 6.9                                               | 32.9                                              |
| Temp. máx. media (°C)                             | -5.9                                              | -5.9                                              | -1.3                                              | 3.9                                               | 9.6                                               | 15.3                                              | 18.5                                              | 17.2                                              | 12.4                                              | 5.5                                               | 0.0                                               | -3.4                                              | 5.5                                               |
| Temp. media (°C)                                  | -9.1                                              | -9.1                                              | -5.0                                              | 0.2                                               | 5.6                                               | 11.2                                              | 14.7                                              | 13.6                                              | 9.3                                               | 3.2                                               | -2.3                                              | -6.1                                              | 2.2                                               |
| Temp. mín. media (°C)                             | -12.6                                             | -12.8                                             | -9.0                                              | -3.5                                              | 2.1                                               | 7.6                                               | 11.2                                              | 10.3                                              | 6.3                                               | 0.9                                               | -4.8                                              | -9.1                                              | -1.1                                              |
| Temp. mín. abs. (°C)                              | -40.3                                             | -35.1                                             | -32.5                                             | -25.8                                             | -12.2                                             | -2.6                                              | 2.0                                               | 0.6                                               | -4.1                                              | -17.0                                             | -26.3                                             | -34.2                                             | -40.3                                             |
| Precipitación total (mm)                          | 28                                                | 22                                                | 22                                                | 27                                                | 48                                                | 60                                                | 67                                                | 69                                                | 54                                                | 57                                                | 40                                                | 32                                                | 526                                               |
| Nevadas (cm)                                      | 20                                                | 25                                                | 26                                                | 12                                                | 1                                                 | 0                                                 | 0                                                 | 0                                                 | 0                                                 | 1                                                 | 6                                                 | 12                                                | 103                                               |
| Días de lluvias (≥ 1 mm)                          | 2                                                 | 1                                                 | 2                                                 | 6                                                 | 15                                                | 16                                                | 17                                                | 17                                                | 19                                                | 17                                                | 6                                                 | 3                                                 | 121                                               |
| Días de nevadas (≥ 1 mm)                          | 22                                                | 21                                                | 18                                                | 11                                                | 6                                                 | 0                                                 | 0                                                 | 0                                                 | 1                                                 | 8                                                 | 19                                                | 23                                                | 129                                               |
| Humedad relativa (%)                              | 86                                                | 85                                                | 82                                                | 77                                                | 75                                                | 75                                                | 79                                                | 81                                                | 83                                                | 85                                                | 88                                                | 87                                                | 81.9                                              |
| Fuente: Погода и климат                           |                                                   |                                                   |                                                   |                                                   |                                                   |                                                   |                                                   |                                                   |                                                   |                                                   |                                                   |                                                   |                                                   |